# Mikrocytär anemi
Mikrocytär anemi är en beskrivande term för anemier där de röda blodkropparna är mindre än normalt (kallade mikrocyter). Detta konstateras genom värdet MCV som är lägre än 80 fl (den exakta gränsen kan variera något beroende på laboratorium). MCV är den genomsnittliga storleken på röda blodkroppar. 
Vid mikrocytisk anemi innehåller de röda blodkropparna (erytrocyter) mindre hemoglobin och är vanligtvis också hypokroma, vilket innebär att de röda blodkropparna ser blekare ut än vanligt. Detta kan återspeglas av en låg medelkoncentration av blodkroppshemoglobin (MCHC), ett mått som representerar mängden hemoglobin per volymenhet vätska inuti cellen, normalt ca 32–36 g/dl. Vanligtvis beskrivs därför anemi av denna kategori som "mikrocytisk, hypokrom anemi". 

## Orsaker
Typiska orsaker till mikrocytisk anemi är:
- Barndom
  - Järnbristanemi[2] den absolut vanligaste orsaken till anemi i allmänhet och mikrocytisk anemi i synnerhet
  - Thalassemi
- Vuxen ålder
  - Järnbristanemi
  - Thalassemi
  - Anemi av kronisk sjukdom[3]

Sällsynta ärftliga orsaker till mikrocytisk anemi är sideroblastisk anemi och andra X-kopplade anemier, ärftlig hypotransferrinemi, ärftlig aceruloplasminemi, erytropoetisk protoporfyri, järnrefraktär järnbristanemi och andra talassemiska mutationer (som hemoglobin E- och hemoglobin Lepore-syndrom).
Sällsynta förvärvade orsaker till mikrocytisk anemi är blyförgiftning, zinkbrist, kopparbrist, alkohol och vissa mediciner.
Andra orsaker som vanligtvis anses orsaka normocytisk anemi eller makrocytisk anemi måste också beaktas, eftersom närvaron av två eller flera orsaker till anemi kan förvränga den typiska bilden.

## Utvärdering och diagnos
I teorin kan de tre vanligaste mikrocytiska anemierna (järnbristanemi, anemi av kroniska sjukdomar och talassemi) särskiljas av deras röda blodkroppars (RBC) morfologier. Anemi vid kronisk sjukdom visar omärkliga röda blodkroppar, järnbrist visar anisocytos, anisokromi och elliptocytos och talassemi visar målceller och grov basofil stippling. I praktiken, även om elliptocyter och anisocytos ofta ses i talassemi och målceller ibland i järnbrist. Alla tre kan uppvisa omärklig RBC-morfologi. Basofil stippling är ett morfologiskt fynd av talassemi som inte uppträder vid järnbrist eller anemi vid kronisk sjukdom. Patienten ska vara i en etnisk riskgrupp och diagnosen bekräftas inte utan en bekräftande metod som hemoglobin-HPLC, H-kroppsfärgning, molekylär testning eller annan tillförlitlig metod. Grov basofil stippling förekommer i andra fall som ses i referensens tabell 1.
Eftersom IDA och ACD ofta kan förväxlas är det viktigt att utvärdera deras laboratorieparametrar. IDA är förknippat med lågt hemoglobin, ferritin, transferrinmättnad och MCV. Det är också förknippat med ett normalt C-reaktivt protein och högt transferrin. ACD är också förknippat med lågt hemoglobin men ferritin kan vara normalhögt, och transferrinmättnad, transferrin och MCV kan vara lågnormala. En ytterligare skillnad mellan IDA och ACD är att ACD ofta förknippas med högt C-reaktivt protein.

## Behandling
Behandlingar för mikrocytisk anemi beror på orsaken till anemin. Järnbristanemi (IDA) behandlas genom att åtgärda den bakomliggande orsaken, till exempel gastrointestinala blödningar eller otillräckligt järnintag i kosten. I det senare fallet kan anemin behandlas antingen via diet eller farmakologiskt (oralt eller intravenöst) järntillskott. Icke-farmakologiska åtgärder för att behandla IDA innebär att öka intaget av järn i kosten, särskilt från hemkällor som lever, skaldjur och rött kött. Men dessa åtgärder tar ofta mycket längre tid att fylla på järnlagren jämfört med farmakologiska medel som järntillskott. Farmakologiska medel kan också krävas i de fall där bristen är allvarligare, i de fall där järnförlusten överstiger kosten, och hos individer som följer en växtbaserad kost då icke-hemkällor ofta har lägre biotillgänglighet. När orala järntillskott används bör de tas på fastande mage för att öka upptaget. Detta kan dock öka risken för biverkningar som illamående och epigastrisk smärta. Individer med svår IDA bör begränsa fysisk aktivitet tills bristen har åtgärdats.
För ACD kan järnbehandling vara ineffektiv eftersom patogenesen inte är en absolut järnbrist utan snarare en relativ brist på tillgänglighet av järn till prekursorer av röda blodkroppar. Men i vissa fall kan järn administreras oralt eller parenteralt. Andra potentiella behandlingar är transfusion av röda blodkroppar, administrering av ω-3 fleromättade fettsyror eller administrering av erytropoes-stimulerande medel.
Thalassemia behandlas olika beroende på svårighetsgrad. Milda fall kan behandlas med recept på ett folsyratillskott för att hjälpa röda blodkroppar att utvecklas. Blodtransfusion kan vara nödvändiga för mer allvarliga fall. För att förhindra järnöverskott på grund av transfusioner kan kelatbehandling också krävas för att avlägsna överskott av järn från kroppen. I vissa fall kan benmärgstransplantation, hematopoetisk stamcellstransplantation, genterapi eller andra behandlingar användas.

## Prognos
Prognosen för mikrocytisk anemi beror på orsaken till anemin och den hastighet med vilken den behandlas. För IDA är prognosen utmärkt så länge den bakomliggande orsaken till bristen åtgärdas. Men om orsaken inte åtgärdas och bristen blir kronisk, är den långsiktiga prognosen mycket sämre, särskilt hos äldre vuxna och de med multisjuklighet. Obehandlad järnbrist kan medföra kognitiv funktionsnedsättning, hjärtsjukdomar, utvecklingsförsening hos barn, graviditetskomplikationer, depression och andra negativa resultat.
För ACD beror prognosen till stor del på om den bakomliggande orsaken kan förbättras.
Utsikterna för talassemi beror på dess svårighetsgrad och hur konsekvent den behandlas. De allvarligaste formerna kan orsaka dödfödsel eller tidig död, medan mindre allvarliga former och väl hanterade fall ofta inte förkortar den förväntade livslängden.